# Renko

Wappen von Renko

Renko [ˈrɛŋkɔ] (schwed. Rengo) ist eine ehemalige Gemeinde in der südfinnischen Landschaft Kanta-Häme. Zum Jahresbeginn 2009 wurde sie zusammen mit den Gemeinden Hauho, Kalvola, Lammi und Tuulos in die Stadt Hämeenlinna eingemeindet.
Renko liegt rund 15 km südwestlich des Stadtzentrums von Hämeenlinna. Außer dem gleichnamigen Gemeindezentrum umfasst das ehemalige Gemeindegebiet von Renko die Dörfer Ahoinen, Asemi, Kaloinen, Kuittila, Lietsa, Muurila, Nevilä, Oinaala, Uusikylä, Vaimare, Vehmainen und Nummenkylä. Die Gemeinde hatte eine Fläche von 290,85 km² (davon 12,32 km² Binnengewässer). Die Einwohnerzahl betrug im Jahr 2008 vor ihrer Eingemeindung 2.365.

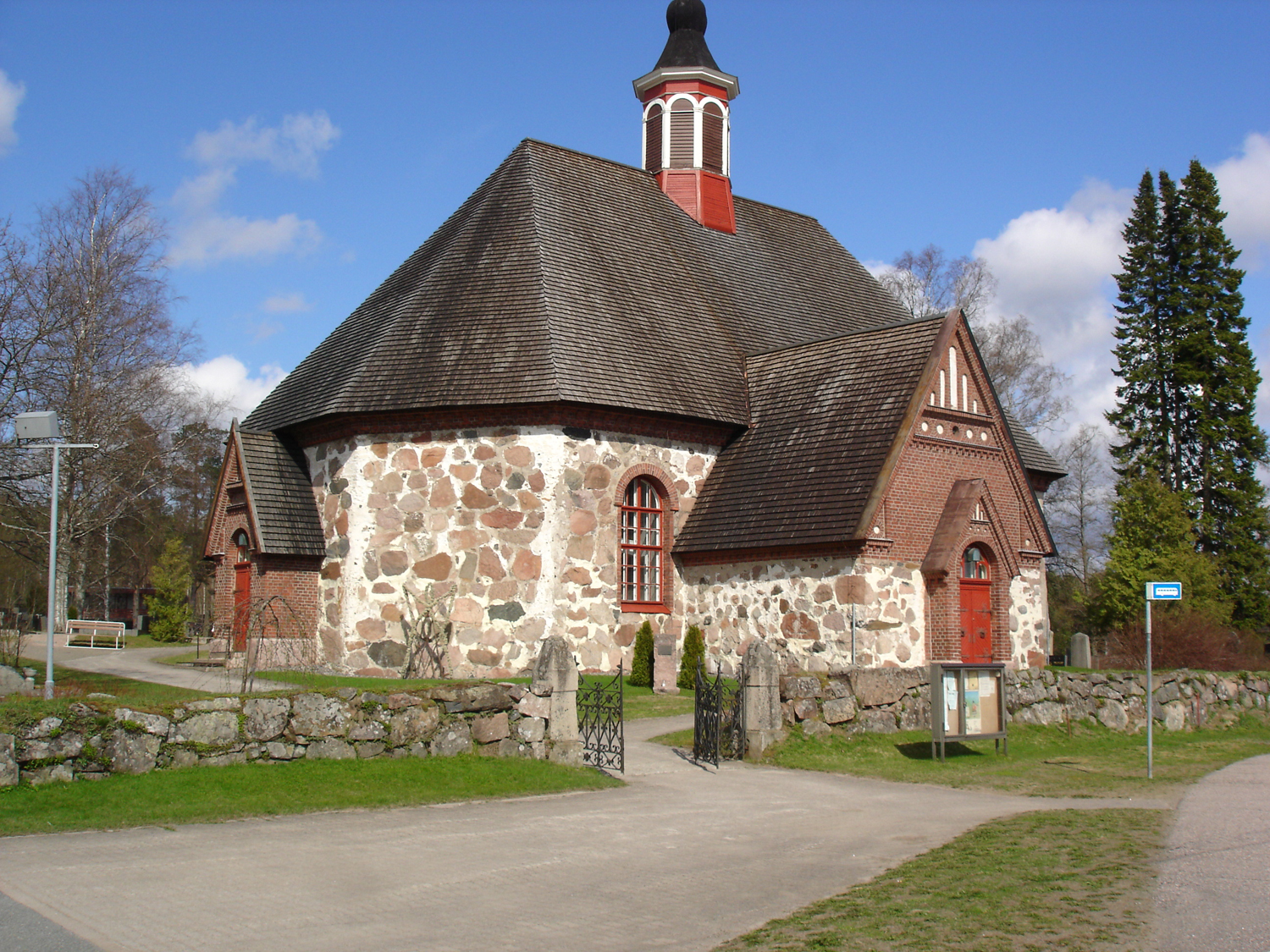
Die mittelalterliche Feldsteinkirche von Renko

Renko liegt am Ochsenweg, dem historischen Handelsweg von Turku nach Häme. Heute ist der Ochsenweg eine touristische Route.

## Kirche
Die mittelalterliche Feldsteinkirche fällt durch ihre ungewöhnliche achteckige Form auf. Sie wurde im 16. Jahrhundert erbaut, verfiel aber bald und wurde ab der Mitte des 17. Jahrhunderts nicht mehr benutzt. 1783 wurde sie komplett erneuert, wobei von der alten Kirche nur die Grundmauern übrig blieben.